# Die Kurzhosengang
Die Kurzhosengang (vom Autor angegebener Originaltitel: The Mysterious Adventures of the Short Ones) ist ein Kinderbuch von Zoran Drvenkar, das er unter dem Pseudonym Victor Caspak und Yves Lanois als zwei angeblichen Kanadiern veröffentlichte, mit den Bildern von Ole Könnecke. Für die 2004 im Carlsen Verlag erschienene angebliche deutsche Übersetzung war Andreas Steinhöfel verantwortlich. Der Roman erhielt 2005 den Deutschen Jugendliteraturpreis.

## Inhalt
Das Buch handelt von vier Jungen, Rudolpho, Island, Snickers und Zement, die bei einem Fernsehinterview in Toronto aus ihrer Sicht erzählen, wie die Kurzhosengang zu ihrem Namen kam.
Rudolpho erzählt davon, wie die Schule, in der die Kurzhosengang unterrichtet wird, durch einen Blizzard vernichtet wird. Die Kurzhosengang, welche sich mit dem Sportlehrer „Kniescheibe“, einem Ex-Eishockeyspieler in der Turnhalle unter der bereits zerstörten Schule befindet, findet und fährt einen Feuerwehrwagen, und bringen somit die Klasse in Sicherheit.
Island dagegen erzählt von einem Eishockeyspiel, bei dem die PauliGang, der Erzfeind der Kurzhosengang, für Turbulenzen sorgt. Zement folgt bei einer Suche nach einem verschwundenen Puck einem Wolf, der sie zu einem Auto führt, in dem sich eine Frau, die kurz vor der Geburt eines Kindes steht, befindet. Wie der Leser im zweiten Band (Die Rückkehr der Kurzhosengang) erfährt, war der Wolf der eingewanderte Norweger Ragnar Tegebook. Die Kurzhosengang hilft bei der Geburt des Kindes von Agnes.
Snickers berichtet von einem Videoabend bei ihm zu Hause. Nach Klopfen an der Tür öffnet die Kurzhosengang die Tür und wird mit Schneebällen von der Pauligang beworfen. Da die Mitglieder der Kurzhosengang versehentlich die Terrassentür öffnen, erscheint ein Grizzly an der Tür. Er geht im Wohnzimmer von Snickers' Familie spazieren und erschreckt Snickers' Schwester Belinda, die mal kurz nach dem Rechten sehen wollte und dabei vier, sich totstellende Jungs auf dem Boden liegen sieht, sodass sie zur Polizei rennt. Der Grizzly sinkt schließlich völlig ermattet auf das Sofa, schläft ein und auch die Kurzhosengang macht es sich wieder gemütlich. Die Polizei kann nur staunen.
Als Zement über den Ursprung der Kurzhosengang nachdenkt, ist das Interview bereits beendet. Er erzählt von einem Zug, der ins Unglück zu fahren scheint. Zement kann den Geist eines Jungen überreden, die Selbstmordfahrt zu stoppen und ins Leben zurückzukehren.

## Fortsetzungen
Es erschienen bereits (in chronologischer Reihenfolge) die Fortsetzungen „Die Rückkehr der Kurzhosengang“, „Die Kurzhosengang und das Totem von Okkerville“ und „Die Kurzhosengang und das Testament der Brüder“. Laut der Autorenbiografie im ersten Buch ist vermutlich ein weiterer Band in Planung.

## Rezensionen
- Woilfried von Bredow: Vier Jungen im Schnee. In: Frankfurter Allgemeine Zeitung, Ausgabe 50/2004 (28. Februar 2004), S. 38. Abrufbar unter: Vier Jungen im Schnee – Kanadische Käuze: „Die Kurzhosengang“ geht in Stellung
- Birgit Dankert: Die Schule ist weg. In: Die Zeit. Ausgabe 37/2004 (2. September 2004). Abrufbar unter:
- Zusammenfassung weiterer Rezensionen abrufbar unter: